# Endless Summer (Fennesz-Album)
Endless Summer ist das zweite Studioalbum des österreichischen Musikers Christian Fennesz. Es erschien am 3. Juli 2001 auf Mego und gilt als das finanziell erfolgreichste Album des Künstlers.

## Stil
Wie viele andere Arbeiten von Fennesz beruht auch dieses Album auf digital manipulierten E-Gitarrenklängen, allerdings mit einer stärkeren Präferenz für Melodien und pop-ähnliche Kompositionen als auf seinen eher experimentelleren, früheren Veröffentlichungen. Endless Summer ist benannt nach einer Hitkompilation der Beach Boys (Endless Summer, 1974). Dieses Album wurde von Fennesz als große Inspiration für seine Arbeit bezeichnet, ebenso wie der gleichnamige Surffilm The Endless Summer aus den 60ern. Fennesz „coverte“ die Beach Boys bereits 1998 auf seiner E.P. Plays.

## Rezeption
Das Album wurde positiv aufgenommen.
Resident Advisor stufte das Album in einer Liste der Alben des Jahrzehnts auf Platz 41 ein. Es erhielt fünf von fünf Punkten. Bei Tiny Mixtapes landete es auf Platz 14 der Liste der besten Platten des Jahrzehnts. sowie auf Platz 26 der Liste von Pitchfork Media. Bei Pitchfork wurde das Album im Juli 2001 mit 9,4 von 10 Punkten bewertet.
Tobias Lindemann schreibt in Testcard #11: Humor:

„Aus seiner Vergangenheit als Gitarrist hat Fennesz nie einen Hehl gemacht, für ihn ist und bleibt die Gitarre eine wichtige Soundquelle. Gegenüber der Wiedereinführung der Gitarre in elektronisch produzierte Popmusik via Sampling [...] setzt er aber nicht auf reinen organischen Klang. Stattdessen generiert er selbst die abstraktesten Klänge aus einigen wenigen Akkorden und Pickings. Nie verheimlicht Endless Summer, das Kind einer Computerfestplatte zu sein. [...] Das Kunststück, das Fennesz hier so leicht gelingt, ist die Verbindung zwischen zielsicher emotionalen Melodien und Abstraktion.“

Der Song Caecilia wurde im Jahr 2020 vom Popkulturmagazin The Gap im Rahmen des AustroTOP-Rankings auf Platz 12 der „100 wichtigsten österreichischen Popsongs“ gewählt.

## Titelliste
Alle Titel  wurden von Christian Fennesz komponiert, eingespielt und produziert.
1. Made in Hong Kong – 4:22
2. Endless Summer – 8:35
3. A Year in a Minute – 6:01
4. Caecilia – 3:53
5. Got to Move On – 3:48
6. Shisheido – 2:58
7. Before I Leave – 4:06
8. Happy Audio – 10:55

## Bonustracks der Wiederveröffentlichung 2006
Das Album wurde 2006 wiederveröffentlicht. Die Edition hat ein anderes Cover und enthält die beiden Bonustracks:
9. Badminton Girl – 4:06
10. Endless – 2:01